# Џорџ Баркер
Џорџ Баркер (енгл. George Barker; Омаха, 9. мај 1882 — 1965) је сликар портрета и пејзажа из САД. Рођен у Омахи у Небраски, претежно је стварао у северној Калифорнији. Као и сви сликари тог времена после студија одлази у Париз где проучава модернисте. После извесног времена враћа се у САД и од 1911-1921 подучава друге уметности у Омахи. Умире 1965. са 83 године.